# Mesobatrachia
Mesobatrachia é uma subordem da ordem Anura que contém 6 famílias, 21 géneros e 171 espécies.

## Classificação
- Superfamília Pelobatoidea
  - Família Megophryidae Bonaparte, 1850
  - Família Pelobatidae Bonaparte, 1850
  - Família Pelodytidae Bonaparte, 1850
  - Família Scaphiopodidae Cope, 1865
- Superfamília Pipoidea
  - Família Pipidae Gray, 1825
    - Subfamília Dactylethrinae Hogg, 1839
    - Subfamília Pipinae Gray, 1825
- Superfamília Rhinophrynoidea
  - Família Rhinophrynidae Günther, 1859